# Polacantha arcuata
Polacantha arcuata är en tvåvingeart som beskrevs av Martin 1975. Polacantha arcuata ingår i släktet Polacantha och familjen rovflugor.
Artens utbredningsområde är Arizona. Inga underarter finns listade i Catalogue of Life.